# Withius abyssinicus
Withius abyssinicus är en spindeldjursart som först beskrevs av Beier 1944.  Withius abyssinicus ingår i släktet Withius och familjen Withiidae. Inga underarter finns listade i Catalogue of Life.